# Johan Stein

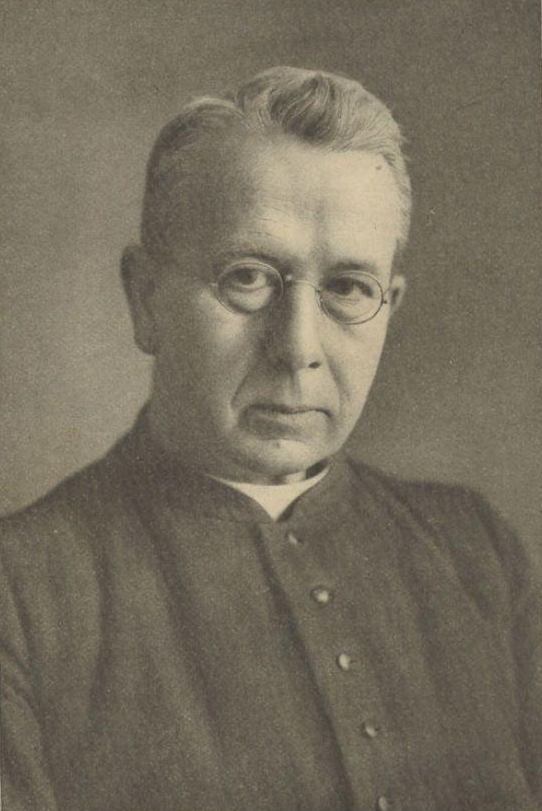
Johan Stein, c. 1930

Johan Willem Jakob Antoon Stein (27 de fevereiro de 1871 – 27 de dezembro de 1951) foi um astrônomo holandês e membro da Companhia de Jesus.
Ele nasceu em Grave, Holanda e passou a juventude em Maastricht. Em 1894 concluiu um curso de filosofia eclesiástica, depois estudou astronomia na Universidade de Leyden. Sua dissertação de doutorado foi sobre o método Horrebow para determinar a latitude.  Quando recebeu seu doutorado em 1901, ele começou a lecionar física e matemática no St. Willebrord College de Katwijk. Ele foi ordenado ao sacerdócio em Maastricht, 1903.
De 1906 – 1910 serviu como assistente no Observatório do Vaticano. Depois disso, ingressou no St. Ignatius College, em Amsterdã, onde ensinou matemática e ciências pelos vinte anos seguintes. Em 1922 tornou-se membro das Comissões para Estrelas Variáveis da I.A.U. Depois de 1924, ingressou na Associação de Astrônomos Amadores Holandeses. Em 1930 tornou-se diretor do Observatório do Vaticano.  Foi o responsável pela modernização do observatório, bem como pela sua transferência para Castel Gandolfo em 1933.  Ele morreu em Roma, Itália.